# Saint-Aubin (Aube)
Saint-Aubin település Franciaországban, Aube megyében. Lakosainak száma 591 fő (2022. január 1.). Saint-Aubin Avant-lès-Marcilly, Ferreux-Quincey, Fontaine-Mâcon, Marnay-sur-Seine, Nogent-sur-Seine és Pont-sur-Seine községekkel határos.

## Népesség
A település népessége az elmúlt években az alábbi módon változott:
| Lakosok száma | 320  | 349  | 505  | 543  | 588  | 593  | 588  | 589  | 590  | 591  |
|               | 1968 | 1982 | 1990 | 2006 | 2013 | 2015 | 2017 | 2019 | 2020 | 2022 |